# Fábio Coentrão
Fábio Coentrão (pronunciación en portugués: /ˈfabju kwẽˈtɾɐ̃w̃/; Vila do Conde, Oporto, Portugal 11 de marzo de 1988) es un exfutbolista portugués que jugaba como defensa. Fue internacional absoluto con Portugal, desde 2009 hasta 2017, jugando los mundiales de Sudáfrica 2010 y Brasil 2014 y la Eurocopa de 2012.

## Trayectoria
Su primer equipo de envergadura fue el Rio Ave F. C. de Portugal, con el que llegó a debutar en Primera División con solo 16 años. Su desempeño sobre el terreno de juego hizo que uno de los grandes equipos portugueses, el S. L. Benfica, pusiera sus ojos en él y lo fichara en 2007. Esa temporada fue cedido al C. D. Nacional de ese mismo país, con el que jugó 16 partidos y marcó 4 goles.
Tras un breve paso por la Liga Española en el Real Zaragoza, volvería al Rio Ave F. C. para terminar la temporada 2008-09, regresando posteriormente al S. L. Benfica.

### Benfica
Sería en el equipo lisboeta en donde se produciría su explosión futbolística asentándose como lateral, y en donde conquistaría sus primeros títulos. La liga portuguesa y la Copa de la Liga de Portugal en la temporada 2009-10, y nuevamente la Copa la temporada siguiente.

### Real Madrid

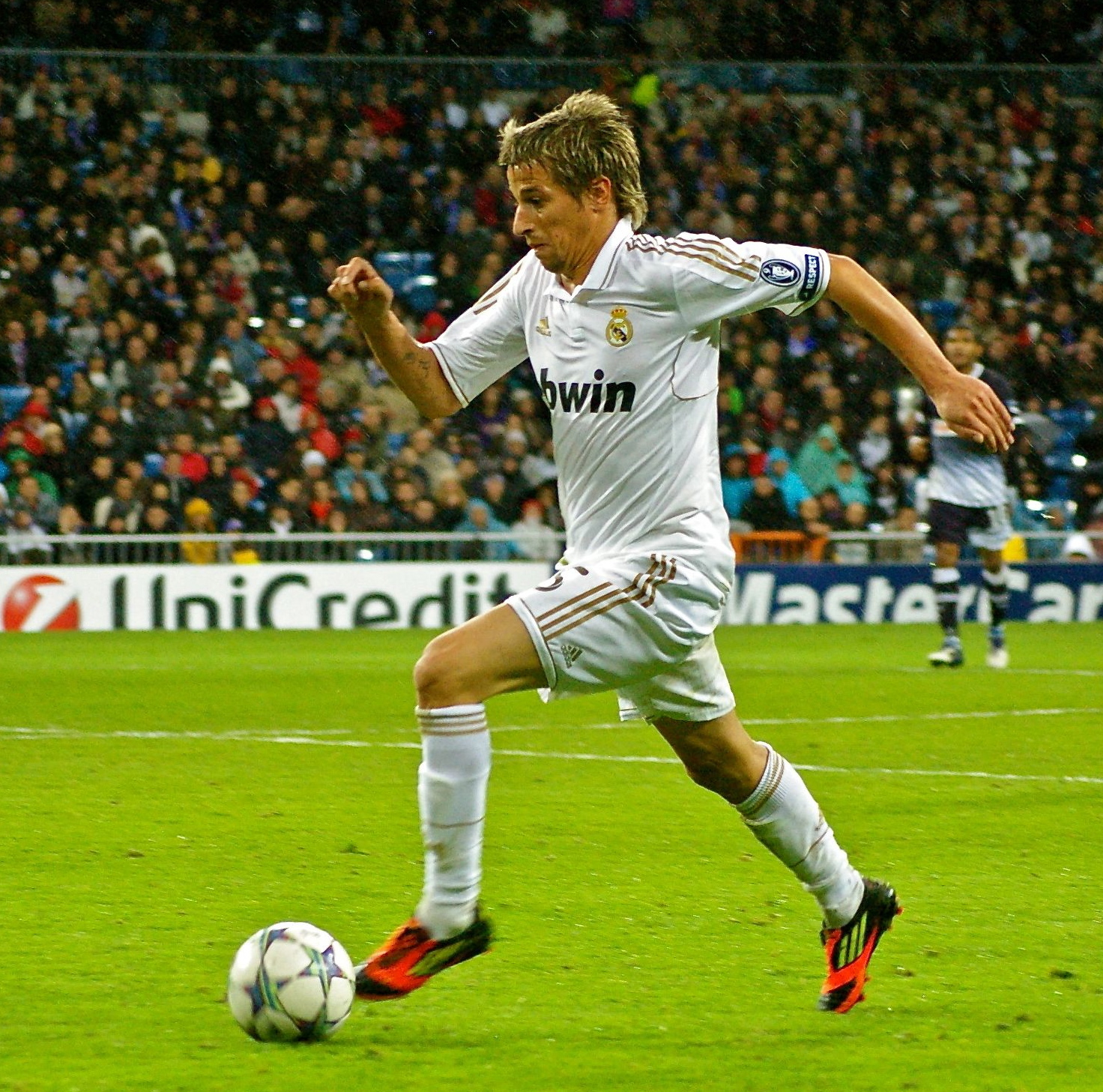
Coentrão durante un partido de Champions ante el GNK Dinamo Zagreb.

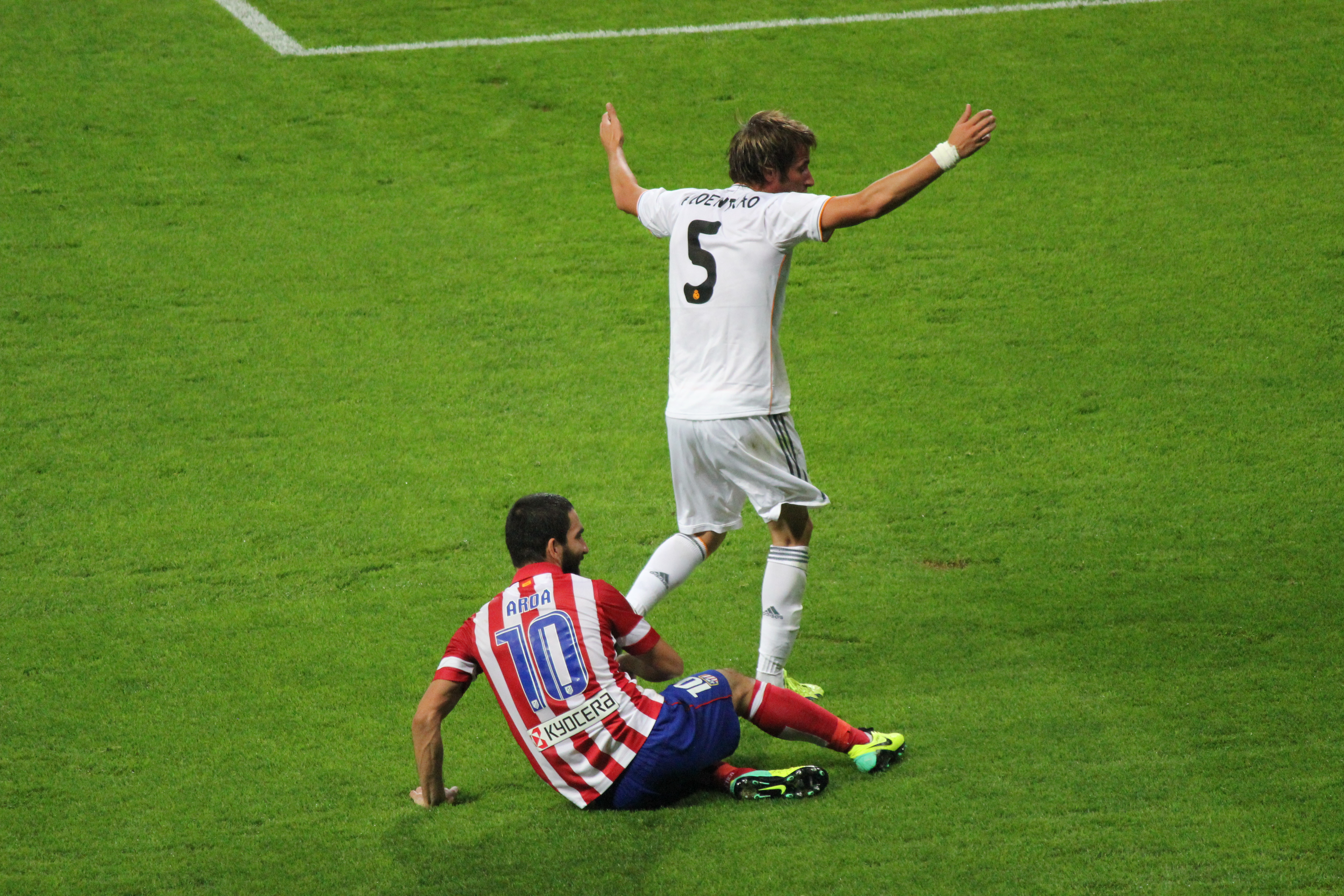
Coentrão con Arda Turan en un Derbi madrileño (28/09/2013)

El 5 de julio de 2011 se hizo público su fichaje por el Real Madrid C. F. La operación se cifró en 30 millones de euros por un contrato de seis temporadas.
El 17 de julio debutó ante Los Angeles Galaxy en el primer partido de la pretemporada. El marcador final sería de 1-4 favorable a los blancos. En dicho partido robó la pelota que originó la jugada del 0-1 y asistió a Karim Benzema en el cuarto gol blanco. Fue el que más minutos jugó (74) y acabó siendo elegido mejor jugador del partido.
Su debut oficial se produjo el 14 de agosto ante el F. C. Barcelona en el partido de ida de la Supercopa de España. Entró en el minuto 55 en reemplazo de Ángel Di María. Su actuación fue destacada por la página web oficial del club aunque el Madrid solo consiguió empatar 2-2. En el partido de vuelta en el Camp Nou partió como titular pero su equipo acabó perdiendo por 3-2.
El 2 de mayo de 2012 el Madrid se proclamó matemáticamente campeón de Liga. Esto tras derrotar por 0-3 al Athletic Club en el Estadio San Mamés cuando aún restaban dos partidos para el término de la competición. En aquellos dos partidos restantes los madridistas conseguirían la histórica cifra de 100 puntos. Conquistaba así su primer título con el equipo.
En su segunda temporada —la 2012/13— pasó del dorsal número 15 al 5 (anteriormente utilizado por Nuri Sahin).
En agosto de 2012 conquistó su segundo título en el Madrid: la Supercopa de España. En la ida los blancos perdieron 3-2 en el Camp Nou (nuevamente se enfrentaron al F. C. Barcelona) pero en el partido de vuelta revirtieron la situación imponiéndose por 2-1 en el Bernabéu.
El 16 de diciembre de ese mismo año marcó su primer tanto con la camiseta del Real Madrid. Lo hizo en un partido de Liga ante el R. C. D. Espanyol en el Bernabéu que terminó con empate 2-2.
A lo largo de aquella temporada fue adquiriendo mayor responsabilidad debido en parte a un prolongada lesión de Marcelo (su competencia en el lateral izquierdo). Participó en partidos cruciales como el 1-3 del Camp Nou en el cual el equipo selló el pase a la final de Copa o la remontada —en la vuelta de octavos de Champions— ante el Manchester United en Old Trafford.
También fue titular dos partidos de la semifinal de la Liga de Campeones contra el Bayern Múnich cuando el Real Madrid quedó 5-0, asistió en uno de los goles, en el global de la eliminatoria en el camino a su décimo título europeo.

### A. S. Mónaco
En agosto de 2015, y después de una pasada temporada irregular y plagada de lesiones en el Real Madrid, se marchó finalmente al principado, para jugar en calidad de cedido en el A. S. Mónaco.

### Real Madrid (segunda etapa)
En su regreso al club blanco en el verano de 2016, conquistó por segunda vez la Liga de Campeones y la Primera División de España, ya en 2017, aunque no tuvo mucho protagonismo en el equipo debido a las lesiones.

### Sporting de Portugal
En julio de 2017, y tras una segunda etapa poco fructífera en el Real Madrid, se fue cedido por una temporada al Sporting de Lisboa.

### Rio Ave Futebol Clube
En agosto de 2018 regresó al Rio Ave F. C., luego de 11 años, club donde se formó profesionalmente.
Terminó la temporada con 13 amarillas y 2 expulsiones en 23 partidos en los que dio 5 asistencias, abandonando el club al término de la misma. Tras más de un año sin equipo, el 6 de octubre de 2020 volvió nuevamente firmando hasta el final de la temporada.

## Selección nacional

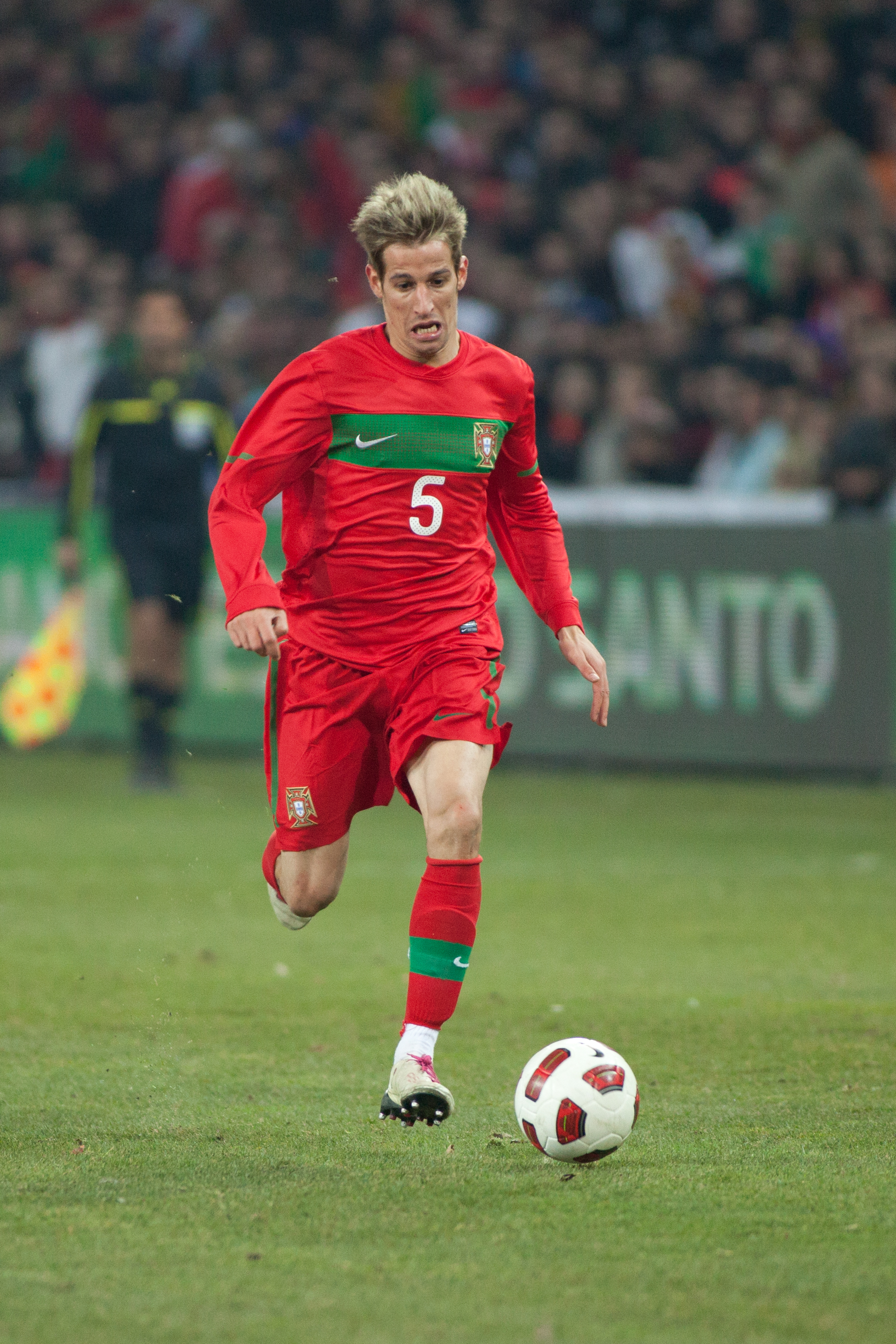
Coentrão jugando con en 2011 frente a.

Ha sido internacional absoluto con la selección portuguesa desde las categorías juveniles. Fue votado como el mejor jugador en la Copa de Madeira 2007 de la sub-20, también se coronó como máximo goleador de la competición, a pesar de ser defensa. Posteriormente, representó a la nación en la Copa Mundial de Sub-20 de 2007, durante ese año, hizo su debut con la sub-21.
El 10 de agosto de 2011 anotó su primer gol con la selección portuguesa, en la victoria por 5-0 sobre Luxemburgo. Jugó todos los partidos de la Eurocopa 2012, donde Portugal llegó a las semifinales.

### Goles internacionales
| # | Fecha                | Lugar                                          | Rival      | Gol   | Resultado | Competición                        |
| - | -------------------- | ---------------------------------------------- | ---------- | ----- | --------- | ---------------------------------- |
| 1 | 10 de agosto de 2011 | Estádio Algarve, Loulé, Portugal               | Luxemburgo | 3 - 0 | 5 - 0     | Partido amistoso                   |
| 2 | 22 de marzo de 2013  | Winter Stadium, Ramat Gan, Israel              | Israel     | 3 - 3 | 3 - 3     | Eliminatorias Copa Mundial de 2014 |
| 3 | 5 de marzo de 2014   | Estádio Dr. Magalhães Pessoa, Leiría, Portugal | Camerún    | 4 - 1 | 5 - 1     | Partido amistoso                   |

#### Participaciones en Copas del Mundo
| Mundial                        | Sede      | Resultado        |
| ------------------------------ | --------- | ---------------- |
| Copa Mundial de Fútbol de 2010 | Sudáfrica | Octavos de final |
| Copa Mundial de Fútbol de 2014 | Brasil    | Primera fase     |

## Estadísticas

### Clubes
Actualizado al último partido disputado el 20 de mayo de 2019. Resaltadas temporadas en calidad de cesión.
| Club | Temporada     | Liga  | Liga  | Liga   | Copas (1) | Copas (1) | Copas (1) | Internacional (2) | Internacional (2) | Internacional (2) | Total (3) | Total (3) | Total (3) |
| Club | Temporada     | Part. | Goles | Asist. | Part.     | Goles     | Asist.    | Part.             | Goles             | Asist.            | Part.     | Goles     | Asist.    |
| --- | ------------- | ----- | ----- | ------ | --------- | --------- | --------- | ----------------- | ----------------- | ----------------- | --------- | --------- | --------- |
| Rio Ave F. C. Portugal | 2004-05       | 1     | -     | -      | -         | -         | -         | -                 | -                 | -                 | 1         | -         | 0         |
| Rio Ave F. C. Portugal | 2005-06       | 3     | 1     | -      | 1         | -         | -         | -                 | -                 | -                 | 4         | 1         | 0         |
| Rio Ave F. C. Portugal | 2006-07       | 25    | 4     | -      | 2         | -         | -         | -                 | -                 | -                 | 27        | 4         | 0         |
| S. L. Benfica Portugal | 2007-08       | 3     | -     | -      | 3         | -         | -         | 1                 | -                 | -                 | 7         | 0         | 0         |
| C. D. Nacional Portugal | 2007-08       | 16    | 4     | 1      | -         | -         | -         | -                 | -                 | -                 | 16        | 4         | 1         |
| Real Zaragoza · España | 2008-09       | 1     | -     | -      | -         | -         | -         | -                 | -                 | -                 | 1         | 0         | 0         |
| Rio Ave F. C. Portugal | 2008-09       | 16    | 3     | 2      | -         | -         | -         | -                 | -                 | -                 | 16        | 3         | 2         |
| S. L. Benfica Portugal | 2009-10       | 26    | -     | 9      | 6         | 2         | -         | 13                | 1                 | 1                 | 45        | 3         | 10        |
| S. L. Benfica Portugal | 2010-11       | 23    | 2     | 2      | 8         | 1         | -         | 14                | 2                 | 1                 | 45        | 5         | 3         |
| S. L. Benfica Portugal | Total club    | 52    | 2     | 11     | 17        | 3         | 0         | 28                | 3                 | 2                 | 97        | 8         | 13        |
| Real Madrid C. F. · España | 2011-12       | 20    | -     | 2      | 3         | -         | -         | 8                 | -                 | -                 | 31        | 0         | 2         |
| Real Madrid C. F. · España | 2012-13       | 16    | 1     | 1      | 5         | -         | -         | 8                 | -                 | -                 | 29        | 1         | 1         |
| Real Madrid C. F. · España | 2013-14       | 10    | -     | -      | 4         | -         | 1         | 6                 | -                 | 1                 | 20        | 0         | 2         |
| Real Madrid C. F. · España | 2014-15       | 9     | -     | -      | 2         | -         | -         | 5                 | -                 | 2                 | 16        | 0         | 2         |
| A. S. Mónaco Francia | 2015-16       | 15    | 3     | 2      | 2         | -         | -         | 3                 | -                 | -                 | 20        | 3         | 2         |
| Real Madrid C. F. · España | 2016-17       | 3     | -     | 1      | 2         | -         | -         | 2                 | -                 | -                 | 7         | 0         | 1         |
| Real Madrid C. F. · España | Total club    | 58    | 1     | 4      | 16        | 0         | 1         | 29                | 0                 | 3                 | 103       | 1         | 8         |
| Sporting C. P. Portugal | 2017-18       | 25    | 1     | 3      | 8         | -         | -         | 11                | -                 | 1                 | 44        | 1         | 4         |
| Rio Ave F. C. Portugal | 2018-19       | 21    | -     | 5      | 2         | -         | -         | -                 | -                 | -                 | 23        | 0         | 5         |
| Rio Ave F. C. Portugal | Total club    | 66    | 8     | 7      | 5         | 0         | 0         | 0                 | 0                 | 0                 | 71        | 8         | 7         |
| Total carrera | Total carrera | 233   | 19    | 28     | 48        | 3         | 1         | 71                | 3                 | 6                 | 352       | 25        | 35        |
| (1) Incluye datos de Taça da Liga, Taça de Portugal (2004-19) / Copa del Rey, Supercopa (2011-17) / Coupe de France (2015-16). (2) Incluye datos de Liga Europa (2009-18); Liga de Campeones (2007-18), Supercopa de Europa, Mundial de Clubes (2014-15). (3) No incluye datos de partidos amistosos. |               |       |       |        |           |           |           |                   |                   |                   |           |           |           |

## Palmarés

### Títulos nacionales
| Título                     | Club              | País     | Año     |
| -------------------------- | ----------------- | -------- | ------- |
| Primeira Liga              | S. L. Benfica     | Portugal | 2009-10 |
| Copa de la Liga            | S. L. Benfica     | Portugal | 2009-10 |
| Copa de la Liga            | S. L. Benfica     | Portugal | 2010-11 |
| Primera División de España | Real Madrid C. F. | España   | 2011-12 |
| Supercopa de España        | Real Madrid C. F. | España   | 2012    |
| Copa del Rey               | Real Madrid C. F. | España   | 2013-14 |
| Primera División de España | Real Madrid C. F. | España   | 2016-17 |
| Copa de la Liga            | Sporting C. P.    | Portugal | 2017-18 |

### Títulos internacionales
| Título                            | Club              | País      | Año     |
| --------------------------------- | ----------------- | --------- | ------- |
| Liga de Campeones de la UEFA      | Real Madrid C. F. | Portugal  | 2013-14 |
| Supercopa de Europa               | Real Madrid C. F. | Gales     | 2014    |
| Copa Mundial de Clubes de la FIFA | Real Madrid C. F. | Marruecos | 2014    |
| Copa Mundial de Clubes de la FIFA | Real Madrid C. F. | Japón     | 2016    |
| Liga de Campeones de la UEFA      | Real Madrid C. F. | Gales     | 2016-17 |

### Distinciones individuales
| Distinción                       | Año  |
| -------------------------------- | ---- |
| Equipo del Torneo de la Eurocopa | 2012 |

## Polémica
El 23 de julio de 2015, la Agencia Tributaria inició una investigación a las rentas de Fábio Coentrão entre 2011 y 2014. Pese a haber recibido por derechos de imagen casi 3,5 millones de euros en ese periodo, hasta entonces el jugador no los había declarado. Durante la investigación en España, el jugador decidió ordenar sus cuentas en Portugal, donde tampoco había reconocido ningún ingreso por derechos de imagen.